# فيرا فريمان
فيرا فريمان (بالإنجليزية: Vera Freeman)‏ هي ممثلة أمريكية، ولدت في 1865، وتوفيت في 1896.